# 东北石杉
东北石杉（学名：Huperzia miyoshiana）为石杉科石杉属下的一个种。